# 熊野聰
熊野 聰（くまの さとる、1940年2月11日 - ）は、日本の歴史学者。名古屋大学名誉教授。専門は中世北欧史。増田四郎門下。1994年から1996年まで日本アイスランド学会会長。

## 略歴
- 東京都出身[1]
- 1962年 東京教育大学文学部史学科卒業
- 1967年 一橋大学大学院経済学研究科中退
- 1967年 滋賀大学経済学部助手
- 1968年 滋賀大学経済学部講師
- 1971年 滋賀大学経済学部助教授
- 1982年 滋賀大学経済学部教授
- 1986年 名古屋大学教養部教授、一橋大学経済学博士
- 1993年 名古屋大学情報文化学部教授
- 2003年 豊田工業大学工学部教授

## 著作

### 単著
- 『共同体と国家の歴史理論』青木書店、1976年
- 『北の農民ヴァイキング 実力と友情の社会』平凡社、1983年
- 『北欧初期社会の構成』滋賀大学経済学部、1984年
- 『北欧初期社会の研究 ゲルマン的共同体と国家』未來社、1987年
- 『サガから歴史へ―社会形成とその物語』東海大学出版会、1994年
- 『北欧史 新版世界各国史21』山川出版社、1998年（百瀬宏、村井誠人共編著）
- 『ヴァイキングの経済学―略奪・贈与・交易』山川出版社、2003年
- 『続・サガから歴史へ』麻生出版、2011年、ISBN 978-4-905383-02-4。

### 訳書・共訳書・監訳書
- M.ブロック「古代奴隷制の終焉」（三好洋子、熊野聰訳）M.I.フィンレイ編（古代奴隷制研究会訳）『西洋古代の奴隷制 学説と論争』東京大学出版会、1970年
- K.ハストロプ編（早野勝巳、清水育男、熊野聰訳）『北欧の自然と生業 北欧社会の基層と構造』東海大学出版会、1996年
- J.G.キャンベル編（熊野聰、神田姿子、角谷英則、伊東豊訳）『ヴァイキングの世界 図説世界文化地理大百科』朝倉書店、1999年
- B.アンブロシアーニ、H.クラーク著（角谷英則訳）『ヴァイキングと都市』東海大学出版会、2001年
- R.ボワイエ（持田智子訳）『ヴァイキングの暮らしと文化』白水社、2001年